# Epipsylla guangxiana
Epipsylla guangxiana är en insektsart som beskrevs av Yang och Li 1983. Epipsylla guangxiana ingår i släktet Epipsylla och familjen rundbladloppor. Inga underarter finns listade i Catalogue of Life.